# Papiro 88
El Papiro 88 (en la numeración Gregory-Aland) designado como {\displaystyle {\mathfrak {P}}}88, es una copia antigua de una parte del Nuevo Testamento en griego. Es un manuscrito en papiro del Evangelio de Marcos y contiene la parte de Marcos 2:1-26. Ha sido asignado paleográficamente al siglo IV.
El texto griego de este códice es mixto. Kurt Aland la designó a la Categoría III de los manuscritos del Nuevo Testamento.
Este documento se encuentra en la Universidad Católica del Sagrado Corazón (Università Cattolica del Sacro Cuore (UCSC) (P. Med. Inv. no. 69.24), en Milán.